# Alasdair Gray

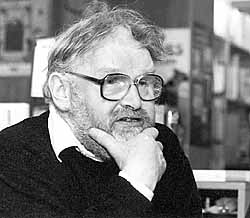
Alasdair Gray (1994)

Alasdair Gray (* 28. Dezember 1934 in Riddrie, Glasgow; † 29. Dezember 2019 in Glasgow) war ein schottischer Schriftsteller und Künstler.
Grays bekanntestes Werk ist sein erster Roman Lanark – A Life in Four Books (1981), an dem er über 30 Jahre lang gearbeitet hat. In seinen Werken kombinierte er Realismus, Fantasy und Science-Fiction. Eine Besonderheit seiner Werke ist die geschickte Verwendung von Typographie und die Einbindung seiner eigenen Illustrationen. Seine politischen Schriften unterstützen den schottischen Sozialismus und die Unabhängigkeit Schottlands. Der Autor Will Self beschrieb ihn als „einen kreativen Sozialgelehrten mit integrierter politisch-philosophischer Vision“. Er selbst nannte sich einen „fetten, Brille tragenden, glatzköpfigen, alternden Fußgänger aus Glasgow“.

## Leben
Gray wurde 1934 in Riddrie im Osten Glasgows geboren. Sein Vater war Fabrikarbeiter und wurde im Ersten Weltkrieg verwundet. Seine Mutter war Verkäuferin. Während des Zweiten Weltkriegs wurde Gray zunächst nach Perthshire und dann nach Lanarkshire evakuiert. Diese Erlebnisse beeinflussten später seine literarischen Arbeiten. Die Familie lebte in einer Sozialsiedlung, und Gray bezog seine erste Bildung aus einer Kombination von staatlicher Schule, öffentlichen Büchereien und öffentlichem Rundfunk – laut Gray „die Art von Bildung, die britische Regierungen heutzutage als nutzlos betrachten, besonders für Kinder der Arbeiterklasse“. Er studierte an der Glasgow School of Art von 1952 bis 1957 und unterrichtete dort von 1958 bis 1962. In seiner Studienzeit begann er die Arbeit an seinem Roman Lanark.
Nach seinem Abschluss arbeitete Gray als Bühnenbildner und Porträtmaler und als freiberuflicher Künstler und Schriftsteller. Seine ersten Hörspiele und Theaterstücke wurden 1968 in Radio und Fernsehen gesendet. Zwischen 1972 und 1974 war er Mitglied einer Schriftstellergruppe, die von Philip Hobsbaum organisiert wurde. Dort traf er auch James Kelman, Liz Lochhead und Tom Leonard.
Gray illustrierte seine Bücher selbst. Zu seiner Arbeit als bildender Künstler gehören zahlreiche Wandgemälde und Gemälde. Darüber hinaus gehörte er dem Komitee für die Vergabe des Hawthornden-Preises an, dem ältesten Literaturpreis in Großbritannien.
Im Jahr 2001 kandidierte er als Kandidat der Glasgow University Scottish Nationalist Association für den Rektorsposten der Universität Glasgow und wurde nur knapp geschlagen.
Alasdair Gray war von 1961 bis 1970 mit Inge Sorenson und von 1991 bis 2014 mit Morag McAlpine verheiratet. Er hatte einen Sohn (* 1964). Gray lebte in Glasgow und starb Ende 2019, einen Tag nach seinem 85. Geburtstag, nach kurzer Krankheit dort.

## Würdigungen
A. L. Kennedy beschreibt, warum Lanark Teil ihrer Bibliothek ist: „Here is Alasdair Gray and his mind-blowing Lanark, which taught me the courage inherent in thinking and creating when I had no courage of my own.“

## Werke

### Romane
- Lanark - A Life in Four Books. 1981.
  - Lanark. deutsch von Bernd Rullkötter. Roger und Bernhard, Hamburg 1992, ISBN 3-8077-0264-4.
- 1982, Janine. 1984.
  - Janine, 1982. deutsch von Bernd Rullkötter. Rowohlt, Reinbek bei Hamburg 1989, ISBN 3-7466-1034-6.
- The Fall of Kelvin Walker. 1985.
  - Ein Schotte auf dem Weg nach oben. deutsch von Bernd Rullkötter. Europa, Wien 1994, ISBN 3-203-51200-9.
- McGrotty and Ludmilla. 1989.
  - McGrotty und Ludmilla oder der Harbinger-Bericht. deutsch von Bernd Rullkötter. Aufbau, Berlin/Weimar 1994, ISBN 3-351-02249-2.
- Something Leather. 1990.
  - Lederhaut. deutsch von Bernd Rullkötter. Rütten und Loening, Berlin 1993, ISBN 3-352-00462-5.
- Poor Things. 1992.
  - Arme Dinger : Episoden aus den frühen Jahren des schottischen Gesundheitsbeamten Dr. med Archibald McBandless. deutsch von Bernd Rullkötter. Roger und Bernhard, Frankfurt am Main 2000, ISBN 3-8077-0343-8; 2023 als Poor Things verfilmt.
- A History Maker. 1994.
  - Einer der Geschichte macht. deutsch von Bernd Rullkötter. Roger und Bernhard, Hamburg 2000, ISBN 3-8077-0324-1.
- Mavis Belfrage. 1996.
- Old Men in Love. 2006.

### Erzählungen
- The Star. 1951.
- Lean Tales. 1985 (mit James Kelman und Agnes Owens)
- Unlikely Stories, Mostly. 1983.
- Ten Tales Tall & True. 1993.
  - Zehnmal Lug & Trug. deutsch von Bernd Rullkötter. Roger und Bernhard, Hamburg 1995, ISBN 3-8077-0294-6.
- The Ends of Our Tethers. 2003.

### Theaterarbeiten
- Dialogue - A Duet. 1971.
- The Loss of the Golden Silence.
- Homeward Bound: A Trio for Female Chauvinists. 1973.
- Sam Lang and Miss Watson: A One Act Sexual Comedy In Four Scenes. 1973.
- McGrotty and Ludmilla. 1986.
- Working Legs: A Play for Those Without Them. 1997.
- Goodbye Jimmy. 2006.
- Fleck. 2008.

### Gedichte
- Old Negatives. 1989.
- Sixteen Occasional Poems. 2000.
- Collected Verses. 2010.

### Sachliteratur
- Why Scots Should Rule Scotland. 1992.
- The Book of Prefaces. 2000.
- Alasdair Gray – A Life In Pictures. 2010.
- Of Me & Others: An Autobiography. 2014.